# Sebastian Kleinschmidt
Sebastian Kleinschmidt (* 16. Mai 1948 in Schwerin) ist ein deutscher Redakteur und Publizist.

## Leben
Sebastian Kleinschmidt wurde als Sohn des Pfarrers und Predigers am Schweriner Dom, Karl Kleinschmidt, geboren. Er legte 1966 das Abitur ab und beendete gleichzeitig eine Berufsausbildung zum Elektrosignalschlosser bei der Deutschen Reichsbahn. Danach diente er vier Jahre als Funker bei der Volksmarine. 1968 trat er in die SED ein. Von 1970 bis 1972 studierte er Geschichte an der Karl-Marx-Universität Leipzig, danach bis 1974 Philosophie an der Humboldt-Universität zu Berlin. Anschließend absolvierte er bis 1978 ein Forschungsstudium der Ästhetik, das er mit der Promotion abschloss. Kleinschmidt gehörte von 1974 bis 1977 mit Wolfgang Templin und Klaus Wolfram einem konspirativen oppositionellen Zirkel an, der durch das Ministerium für Staatssicherheit aufgelöst wurde.
Von 1978 bis 1983 war er wissenschaftlicher Mitarbeiter am Zentralinstitut für Literaturgeschichte der Akademie der Wissenschaften der DDR, von 1984 bis 1993 wissenschaftlicher Mitarbeiter an der Ostberliner Akademie der Künste, von 1993 bis 2013 an der vereinigten Berliner Akademie der Künste.
Kleinschmidt trat 1984 in die Redaktion der Kulturzeitschrift Sinn und Form ein. 1988 wurde er stellvertretender Chefredakteur und übernahm 1991 die Leitung der Zeitschrift, die er bis 2013 innehatte. 1993 wurde er zum Mitglied des PEN-Zentrums Deutschland gewählt.
Im Februar 2008 führte Kleinschmidt in Berlin eine Reihe von Gesprächen mit Daniel Kehlmann, die unter dem Titel Requiem für einen Hund in gedruckter Form erschienen ist.
Er war Juror u. a. beim Peter-Huchel-Preis, beim Literaturpreis der Konrad-Adenauer-Stiftung, beim Anna-Seghers-Preis, beim Stipendium der Deutschen Akademie Rom Villa Massimo, beim Prix Aristeion und beim Lion-Feuchtwanger-Preis.
Im Jahr 2023 gab er zusammen mit dem Theologen Thomas A. Seidel in der Evangelischen Verlagsanstalt (EVA) den Sammelband Angst, Politik, Zivilcourage. Rückschau auf die Corona-Krise heraus, der von den Theologen Kristin Merle und Hans-Ulrich Probst als passagenweise demokratiefeindlich und antisemitisch kritisiert wurde. Das Gemeinschaftswerk der Evangelischen Publizistik (GEP) als Mehrheitsgesellschafter der EVA nahm es daraufhin wieder vom Markt, was in der Geschichte des Unternehmens bis dahin einzigartig war. Die Depublikation rief scharfe Proteste hervor. In der Online-Ausgabe der Berliner Zeitung vom 26. Dezember 2023 haben der Theologe Detlef Hiller und die Journalistin Doris Weilandt in einem Offenen Brief die in der Pressemitteilung des GEP erhobenen und sich auf die Rezension von Merle und Probst stützenden Vorwürfe als verleumderisch zurückgewiesen. Da die EVA eine zunächst erwogene revidierte zweite Auflage des Bandes ablehnte, haben die Herausgeber bei SCM R. Brockhaus im Mai 2025 eine grundlegend überarbeitete und erweiterte Neuausgabe unter dem Titel Angst, Glaube, Zivilcourage. Folgerungen aus der Corona-Krise veröffentlicht.
Aus seiner später geschiedenen Ehe mit Vera Lengsfeld ging 1972 der Sohn Philipp Lengsfeld hervor.

## Werke
Schriften
- Pathosallergie und Ironiekonjunktur. Ammann Verlag, Zürich 2001
- Gegenüberglück. Essays. Verlag Matthes & Seitz Berlin, 2008
- Requiem für einen Hund. Ein Gespräch. Verlag Matthes & Seitz Berlin, 2008 (mit Daniel Kehlmann)
- Gedicht und Gedanke. Neun Interpretationen. Verlag Ulrich Keicher, Warmbronn 2015
- Schmerz als Erlebnis und Erfahrung. Deutungen bei Ernst Jünger und Viktor von Weizsäcker. Verlag Ulrich Keicher, Warmbronn 2016
- Spiegelungen. Verlag Matthes & Seitz Berlin, 2018
- Hohe Himmel, weite Wasser. Landschaft in und um Ahrenshoop. Verlag Ulrich Keicher, Warmbronn 2018
- Hans-Georg Gadamer – Philosoph des Gesprächs. Verlag Ulrich Keicher, Warmbronn 2019
- Verse verstehen. Zehn Versuche. Verlag Ulrich Keicher, Warmbronn 2021
- Kleine Theologie des Als ob. Claudius Verlag, München 2023
- Lob der Autorität. Verlag Matthes & Seitz Berlin, 2023

Herausgaben
- Walter Benjamin: Allegorien kultureller Erfahrung, Ausgewählte Schriften 1920–1940. Reclam-Verlag, Leipzig 1984
- Georg Lukács: Über die Vernunft in der Kultur, Ausgewählte Schriften 1909–1969. Reclam-Verlag, Leipzig 1985
- Walter Benjamin: Beroliniana. Union Verlag, Berlin 1987
- Sinn und Form. Beiträge zur Literatur. Herausgegeben von der Akademie der Künste. Jahrgänge 1991–2012 sowie Jg. 2013 (Heft 1–4)
- Denk ich an Deutschland … Stimmen der Befremdung. S. Fischer Verlag, Frankfurt am Main 1993 (mit Wolfgang Balk)
- Stimme und Spiegel. Fünf Jahrzehnte Sinn und Form. Eine Auswahl. Aufbau Verlag, Berlin 1998
- Brechts Glaube. Religionskritik, Wissenschaftsfrömmigkeit, Politische Theologie. Brecht Dialog 2002. Verlag Theater der Zeit, Berlin 2002 (mit Therese Hörnigk)
- Friedrich Dieckmann: Die Freiheit ein Augenblick. Texte aus vier Jahrzehnten. Verlag Theater der Zeit, Berlin 2002 (mit Therese Hörnigk)
- Brecht und der Sport. Brecht Dialog 2005. Verlag Theater der Zeit, Berlin 2006 (mit Therese Hörnigk)
- Die Zukunft der Nachgeborenen. Von der Notwendigkeit, über die Gegenwart hinauszudenken. Brecht-Tage 2007. Verlag Theater der Zeit, Berlin 2007 (mit Therese Hörnigk)
- Das Angesicht der Erde. Brechts Ästhetik der Natur. Brecht-Tage 2008. Verlag Theater der Zeit, Berlin 2008
- Botho Strauß: Allein mit allen. Gedankenbuch. Carl Hanser Verlag, München 2014
- Dieter Janz: Nebensachen. Ansichten eines Arztes. Verlag Matthes & Seitz Berlin, 2017 (mit Matthias Weichelt)
- Hanns Cibulka: Sanddornzeit. Tagebuchblätter von Hiddensee. Verlag Matthes & Seitz Berlin, 2020
- Friedemann Richert: Das lateinische Gesicht Europas. Gedanken zur Seele eines Kontinents. Evangelische Verlagsanstalt, Leipzig 2020 (mit Thomas A. Seidel)
- Wegmarken und Widerworte. Ulrich Schacht zum 70. Geburtstag. Evangelische Verlagsanstalt, Leipzig 2021 (mit Thomas A. Seidel)
- Coram Deo versus Homo Deus. Christliche Humanität statt Selbstvergottung. Evangelische Verlagsanstalt, Leipzig 2021 (mit Thomas A. Seidel)
- Im Anfang war das Wort. Sprache, Politik, Religion. Evangelische Verlagsanstalt, Leipzig 2022 (mit Thomas A. Seidel)
- Hanns Cibulka: Nachtwache. Tagebuch aus dem Kriege. Sizilien 1943. Verlag Matthes & Seitz Berlin, 2022
- Angst, Politik, Zivilcourage. Rückschau auf die Corona-Krise. Evangelische Verlagsanstalt, Leipzig 2023 (mit Thomas A. Seidel)
- Bild der Welt und Geist der Zeit. Dem Zerfall von Kirche und Gesellschaft begegnen. Evangelische Verlagsanstalt, Leipzig 2024 (mit Friedemann Richert und Thomas A. Seidel)
- Angst, Glaube, Zivilcourage. Folgerungen aus der Corona-Krise. R.Brockhaus in der SCM Verlagsgruppe, Holzgerlingen 2025 (mit Thomas A. Seidel)